# Paramontia
Genre
Paramontia est un genre d'opilions laniatores de la famille des Triaenonychidae.

## Distribution
Les espèces de ce genre sont endémiques d'Afrique du Sud.

## Liste des espèces
Selon World Catalogue of Opiliones (29/05/2021) :
- Paramontia infinita Lawrence, 1934
- Paramontia lisposoma (Lawrence, 1931)

## Publication originale
- Lawrence, 1934 : « New South African Opiliones. » Annals of the South African Museum, vol. 30, no 4, p. 549–586 (texte intégral).